# Kh-90
El Kh-90 GELA (ruso: ГЭЛА (гиперзвуковой экспериментальный летательный аппарат, en español: "vehículo de vuelo experimental hipersónico") es un misil aire-tierra hipersónico soviético/ruso. Se suponía que reemplazaría a los misiles subsónicos de alcance intermedio en el inventario soviético. El misil era un proyecto ambicioso, ya que el objetivo principal era convertirlo en un misil hipersónico. Iba a ser el sucesor del Kh-45, que nunca entró en servicio.
El misil fue diseñado por Raduga. Estaba equipado con una ojiva termonuclear de un megatón y utilizaba navegación inercial con actualización a mitad de camino mediante enlace de datos. Tenía un alcance máximo de 3.000 km.
Fue desarrollado a principios de 1980, siguiendo al Kh-80 y Kholod. Se mostró al público un MAKS Airshow 1995.